# Jøkelfjorden
Jøkelfjorden (nordsamisk: Jiehkervuotna) er en fjordarm af fjorden Kvænangen i Kvænangen kommune i Troms og Finnmark fylke  i Norge. Fjorden har indløb mellem Nevernes i nordvest og Jøkelfjordklubben i sydøst og går 17 kilometer mod nordøst til Nerisen ved Øksfjordjøkelen i bunden af fjorden.
Øksfjordjøkelen er den eneste gletsjer i Fastlands-Europa som kælver direkte i havet. Isbræens flade er på 41 km², og isbræens højeste punkt er 1.204 moh. Den ligger inderst i fjorden og er et imponerende skue fra vandet.  Kælvingen sker hyppigst i perioden fra  marts til juni.
Bygden Jøkelfjord (samisk: Gulpenjárga) ligger på sydsiden et stykke inde i fjorden. Tværs over på den modsatte bred går fjordarmen Tverrfjorden mod nord. Lidt nord for Jøkelfjordeidet ligger gården Saltnes og herfra og ind er der ikke flere bebyggelser. Den inderste del af fjorden kaldes Isfjorden. Ved indløbet til Isfjorden går vigen Skalsa mod nord til Skalsavatnet. 
Moderne havbrug er repræsenteret i Kvænangen ved virksomheden Jøkelfjord Laks.
Fylkesvej 365 (Troms) går langs dele af sydsiden af fjorden.